# Migranterne
|  | Denne artikel er oprettet af botten PalnaBot ud fra en ekstern database. Den kan derfor have sproglige fejl eller mangler. Denne skabelon kan fjernes efter kontrol af indholdet. |

Migranterne er en dokumentarfilm fra 2009 instrueret af Niels Boel efter manuskript af Antonieta Medeiros.

## Handling
Tre migranter fra et fattigt sydamerikansk landdistrikt er udvandret til storbyen på jagt efter et bedre liv og oplever en globaliseret verdens barske realiteter. De lever i hver sit land, men deres skæbner krydses. De længes alle tre tilbage efter den hjemlige landsby i Bolivia. Florencio er ulovlig indvandrer i Spanien, hvor han arbejder i døgndrift. Hans bror Gregorio knokler som syerske i Argentina. Han vil spendere alle sine spareskillinger på at betale for den årlige fest i landsbyen hjemme i Bolivia. Den unge Sonia arbejder som hushjælp i Bolivias hovedstad. Hun drømmer om at undslippe monotonien i det husleje arbejde og uddanne sig til sygeplejerske for at vende tilbage til sin landsby og gøre gavn.